# Mersekhemrê Neferhotep
Mersekhemrê Neferhotep II est un roi de la XIIIe dynastie. Le lien entre Mersekhemrê Ined et lui est inconnu. Peut-être sont-ils le même roi.

## Attestations

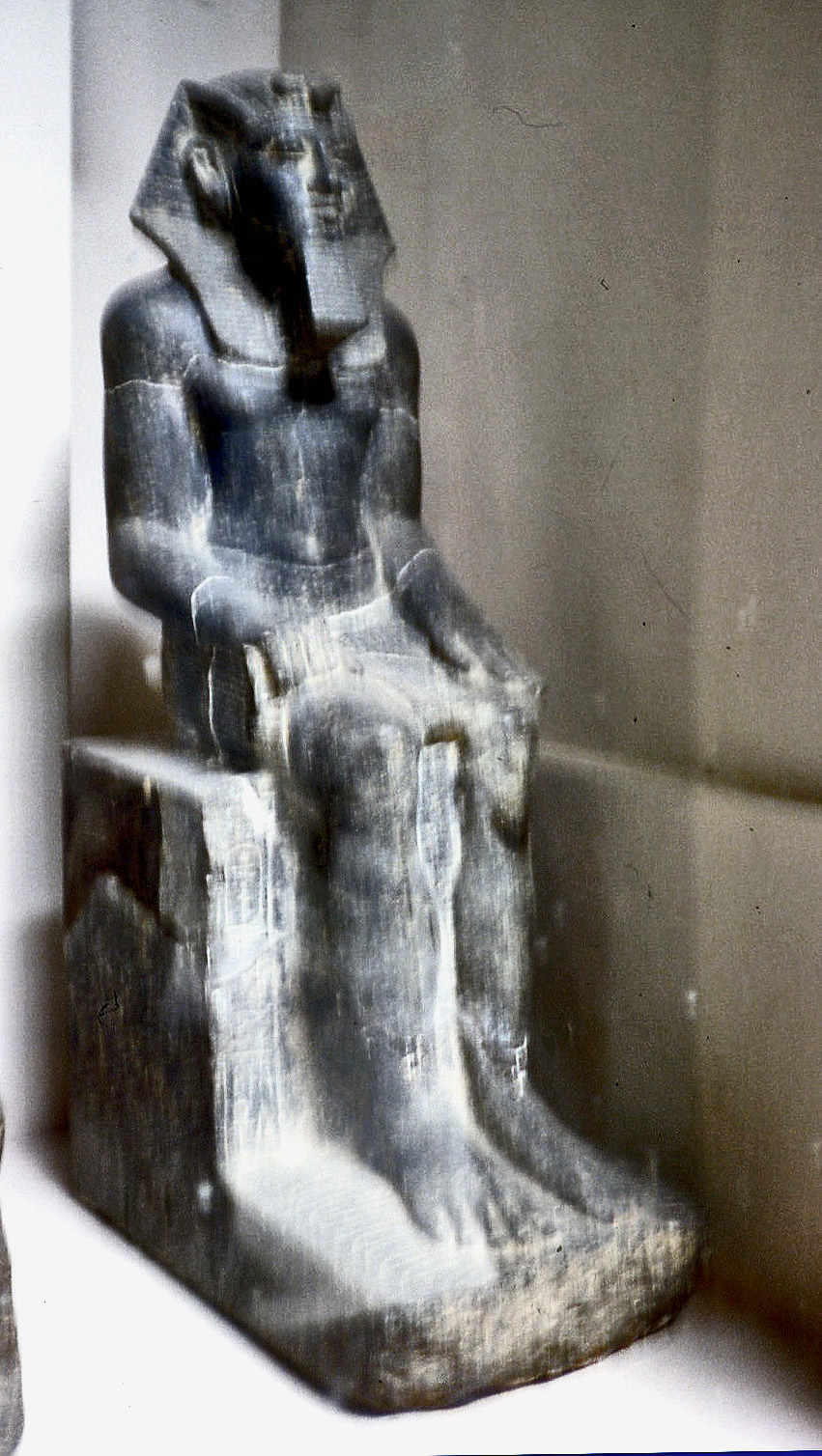
Statue de Mersekhemrê Neferhotep II, Musée égyptien du Caire (CG 42023).

Un nom Mersekhemrê figure à la position 41 dans la liste de Karnak, soit ce nom se rapporte à ce souverain, soit à Mersekhemrê Ined, à moins qu'il ne s'agisse d'un seul et même souverain.
Les seules attestations contemporaines du roi sont deux statues royales qui ont été découvertes par Georges Legrain en 1903 dans la Cachette de Karnak et se trouvent maintenant au Musée égyptien du Caire, CG 42023 et CG 42024,.

## Identité
Un nom Mersekhemrê Ined est mentionné à la position 8.6 du Canon royal de Turin, qui le crédite d'un règne de trois ans, un à quatre mois et un jour. L'identité de Mersekhemrê Ined par rapport à Mersekhemrê Neferhotep II est toujours incertaine. Les égyptologues Jürgen von Beckerath, Detlef Franke, Jacques Kinnaer, Rolf Krauss et Donald Bruce Redford pensent que Mersekhemrê Ined du Canon royal de Turin et Mersekhemrê Neferhotep sont une seule et même personne. En revanche, Kim Steven Bardrum Ryholt voit dans ces noms les références à deux souverains distincts portant le même nom de Nesout-bity, comme ce serait le cas de Merhoteprê Sobekhotep V et Merhoteprê Ini Ier. Ryholt place plutôt Mersekhemrê Neferhotep tout à la fin de la dynastie.